# Épître aux Colossiens
L'Épître aux Colossiens est une épître paulinienne et un livre du Nouveau Testament. Selon la tradition chrétienne, cette lettre fut envoyée par l'apôtre Paul à l'Église de Colosses. La ville de Colosses a été détruite par un tremblement de terre au début de l'an 60.
En revanche, si elle a été rédigée par des disciples de Paul, comme l'estiment la plupart des spécialistes, elle date de la fin du Ier siècle.

## Tradition chrétienne
Selon la tradition chrétienne, c'est une lettre écrite aux Colossiens après la visite d'Épaphras, évangélisateur de l'Église de Colosses (Col. 1:7–8). Épaphras dit à Paul que les Colossiens tombaient dans une grave erreur : l'apôtre Paul a écrit aux Colossiens après avoir été informé de la situation spirituelle de cette église par le biais d'Epaphras, fondateur et chef colossien de cette église, à un moment où d'autres enseignants essayaient de combiner des éléments du paganisme — l'agnosticisme — et de la philosophie laïque (épicurienne) avec des doctrines chrétiennes, induisant un relativisme religieux, puisque ces philosophies avaient en elles une vision humaniste. Ils pensaient qu'ils étaient meilleurs que les autres parce qu'ils observaient soigneusement certaines ordonnances extérieures (Col 2 :16), s'imposaient certaines mortifications et adoraient les anges (Col 2:18). Ces pratiques donnaient aux Colossiens le sentiment qu'ils se sanctifiaient. Ils avaient aussi l'impression de mieux comprendre les mystères de l'univers que les autres membres de l'Église. Dans sa lettre, Paul les reprend en enseignant que la rédemption n'est possible que par le Christ et qu'ils doivent faire preuve de sagesse et le servir.
Si l’on s’en tient à la thèse traditionnelle, l'apôtre Paul aurait rédigé cette lettre avant la destruction de la ville de Colosses, vers le milieu de sa première captivité romaine. Dans cette hypothèse, l'épître aurait plutôt été écrite lors du séjour de Paul à Éphèse (entre 54 et 57), ou encore durant la captivité à Césarée (en 58 et 60).
C’est à Tychique et à Onésime que l’apôtre aurait confié la charge de porter cette missive à l’Église de Colosses (cf. Col 4.7-9).

## Authenticité
Seules 7 des épîtres attribuées à Paul sont jugées authentiques par la majorité des chercheurs : Rm, 1 Co, 2 Co, Ga, Ph, 1 Th et Phm. On les appelle « épîtres proto-pauliniennes ».
Les autres sont les 3 « épîtres deutéro-pauliniennes », rédigées par des disciples directs de Paul (Ép, Col et 2 Th), et enfin les 3 « épîtres trito-pauliniennes » ou « pastorales », dues à des disciples plus tardifs (1 Tm, 2 Tm et Tt).
Si l'épître a été rédigée par des disciples de Paul, comme l'estiment les spécialistes, elle date de la fin du Ier siècle.

## Colosses

### La ville de Colosses
« Dans un site d’une beauté alpestre, que domine le Mont Cadmus couronné de neiges éternelles, seuls les vestiges d’un théâtre et d’un [sic] acropole, parmi des ruines éparses », signalent encore la ville de Colosses, située au bord du Lycus, affluent du célèbre Méandre, dans le sud-ouest de la Phrygie. À quelque deux cents kilomètres à l’est d’Éphèse, cette ville de l’Asie Mineure était placée à un point stratégique de la route qui menait d’Éphèse vers les provinces orientales (Pisidie, Lycaonie, Cilicie, Syrie, etc.) : « En effet, à sa hauteur, la vallée du Lycus se resserrait pour former une gorge assez étroite de 16 km de long. Au sud de la ville, le mont Cadmus dominait le paysage de ses 2400 m. Colosses commandait donc l’accès au col menant vers les hauts plateaux ».
Colosses était autrefois une ville très importante. Xénophon en a parlé comme d’une cité « populeuse, riche et vaste, confirmant ainsi le témoignage d’Hérodote, qui parlait, dès le Ve siècle av. J.-C., d’une ‘‘grande ville de Phrygie’’ ». Mais, au Ier siècle, en raison des nombreux changements du système routier, elle n’est plus qu’une petite cité insignifiante : les villes voisines, Laodicée et Hiérapolis (toutes deux mentionnées en Col 4.13), distantes d’environ 16 et 21 km, la supplantèrent et s’enrichirent. Elle était cependant, à l’instar de Laodicée, qui était devenue « l’une des cités les plus riches de l’Asie » (cf. Ap 3.14-22), renommée pour sa belle laine aux teintes excellentes. « Les inscriptions mentionnent des corporations de teinturiers à Laodicée et Hiérapolis et l’adjectif kolossénos désignait une laine teinte à Colosses ».
Aux temps apostoliques, les Juifs étaient très nombreux dans la région. C’est à Antiochus le Grand (223-187 av. J.-C.) que l’on doit l’immigration dans la Phrygie et la Lydie de deux mille familles juives en provenance de Mésopotamie. Beaucoup de ces familles étaient spécialisées dans la teinture de la laine. Quelques-unes d’entre elles avaient même réussi à prospérer. L’excellence de la région pour l’élevage des moutons a sans aucun doute ouvert la porte à un commerce fructueux. Mais si les affaires rencontraient un tel succès, c’est aussi parce que la présence de ces familles juives dans cette contrée attirait d’autres coreligionnaires, avec qui elles pouvaient facilement commercer.
Comme partout dans le monde antique, un important effectif d’esclaves côtoyait la classe des hommes libres et celle des affranchis. Onésime, par exemple, représentait à Colosses le bas de l’échelle sociale, tandis que son maître Philémon appartenait à la catégorie des riches propriétaires.
Au temps de l’apôtre Paul, Colosses n’est plus ce qu’elle était ; « la "grande ville de Phrygie" d’Hérodote a fait place à la bourgade (polisma) mentionnée par Strabon ». Sa trace dans l’Histoire va s’effacer peu à peu, alors que s’inscrit son nom pour toujours dans le Canon biblique, grâce à la belle lettre de Paul En effet, au début de l'an 60, un tremblement de terre détruisit Colosses et Laodicée, toutes deux étant situées dans une zone sismique. Contrairement à cette dernière, Colosses n'a jamais retrouvé sa vitalité.
Les historiens rapportent que la population phrygienne avait un caractère « en rapport avec la nature volcanique du sol ». Ce tempérament était notamment marqué « par une tendance au mysticisme et aux excitations orgiastiques [sic] qui firent de la Phrygie le centre du culte frénétique de Dionysos et de Cybèle ». « Peut-être, demande Daniel Furter, [cela] explique-t-il la faveur rencontrée par le Montanisme au IIe siècle ? ». En tout cas, ce caractère « volcanique » offrait un terrain propice au foisonnement religieux.
De plus, du fait de sa position stratégique sur la « grande voie commerciale allant de l’Ouest à l’Est », Colosses était, plus que ses voisines, en contact permanent avec les divers mouvements intellectuels et religieux de l’époque. Rhéteurs, philosophes, prédicateurs ambulants (et bien souvent mercantiles) venaient en effet de toutes parts pour répandre leurs systèmes et leurs doctrines nouvelles. Ainsi, sur le fond du paganisme universel et millénaire, se « greffaient » des cultes divers : « rites de la mythologie gréco-romaine, culte impérial, qui s’était développé à partir de Pergame, mystères, prégnose, judaïsme, occultisme (cf. Ac 19) ». Les syncrétismes de toute sorte étaient donc à la mode, ce qui explique probablement la rédaction de l’épître aux Colossiens, alors que les jeunes églises du Lycus devaient faire face aux différentes pressions religieuses et au danger bien réel d’amalgamer le christianisme primitif avec les croyances païennes populaires. « Les chrétiens avaient aussi besoin de se voir mis en garde contre les mœurs licencieuses de leurs concitoyens, que le paganisme ne réprimait pas, mais encourageait plutôt ».

### L’Église de Colosses
Nous savons que l’apôtre Paul n’a pas été le fondateur de l’Église de Colosses. Il a seulement « entendu parler de [leur] foi en Jésus-Christ » (Col 1.4). D’ailleurs, l’apôtre mentionne que jamais les Colossiens, pas plus que les Laodiciens, n’ont « vu son visage en la chair » (Col 2.1).
Paul, a exercé une activité importante et fructueuse tout près de Colosses, à Éphèse, possiblement de 54 à 56. On peut alors supposer que c’est son ministère stratégique à Éphèse qui a étendu son influence jusqu'à Colosses et les cités voisines que sont Laodicée et Hiérapolis. Des collaborateurs de Paul ont pu, en effet, quitter Éphèse pour aller évangéliser les villes bordant le Lycus et y fonder ces trois églises.
Un certain nombre de biblistes soutiennent que c’est Épaphras qui a fondé l’Église de Colosses. Les textes, cependant, ne mentionnent nulle part d’une manière explicite que c’est à lui que revient le mérite d’avoir établi la communauté colossienne. Nous savons, par contre, qu’il a joué un rôle prépondérant, non seulement dans l’Église de Colosses, mais encore dans celle de Laodicée et dans celle d’Hiérapolis. S’il n’est pas le fondateur de ces églises, Paul semble toutefois le désigner comme « le responsable principal de la congrégation » de Colosses : c’est à lui, en effet, que Paul a donné des instructions pour les Colossiens (Col 1.7). C’est aussi de lui que l’apôtre rend ce beau témoignage : « Je lui rends ce témoignage qu’il prend beaucoup de peine pour vous » (Col 4.12-13). Paul le décrit également comme son « bien-aimé compagnon de service » et comme un « fidèle ministre de Christ » (Col 1.7).
Le message de Paul aux Colossiens :
(Colossiens 1:13-20)
"13 Il nous a délivrés du pouvoir des ténèbres
et nous a transférés dans le royaume du Fils de son amour,
"14 par le moyen de qui nous avons notre libération
par rançon, le pardon de nos péchés.
"15 Il est l’image du Dieu invisible,
le premier-né de toute création ;
"16 parce que par son moyen
toutes les [autres] choses ont été créées
dans les cieux et sur la terre,
les visibles et les invisibles,
que ce soient trônes, ou seigneuries,
ou gouvernements, ou pouvoirs.
"Toutes les [autres] choses ont été créées
par lui et pour lui.
"17 Il est aussi avant toutes les [autres] choses,
et par son moyen toutes les [autres] choses ont reçu l’existence,
"18 et il est la tête du corps, la congrégation.
Il est le commencement, le premier-né d’entre les morts,
pour devenir celui qui est le premier en toutes choses ;
"19 parce que [Dieu] a jugé bon
[de faire] habiter en lui toute plénitude
"20 et, par son intermédiaire,
de réconcilier de nouveau avec lui-même
toutes les [autres] choses en faisant la paix
grâce au sang [qu’il a versé] sur la croix
que ce soient les choses sur la terre ou les choses dans les cieux."
La plupart des chrétiens de l’Église de Colosses étaient issus du paganisme (Col 1.21,27 ; 2.13). En plus d’Épaphras, de Philémon et d’Onésime, que nous avons déjà cités, nous connaissons aussi Archippe (Col 4.17) et la sœur Appia (Phm 1.2). Ces différents noms, affirme Kuen, « sont typiquement païens ». Mais il se peut aussi qu’il y ait eu dans la communauté de Colosses quelques Juifs convertis. En effet, les lecteurs semblent familiarisés avec les coutumes et les rites juifs ainsi qu’avec certains enseignements du judaïsme (Col 2.16-18) et ils connaissent les psaumes (Col 3.16). Selon Kuen, « ces connaissances, ont pu leur avoir été transmises par les anciens Juifs parmi eux ou par les hérétiques qui avaient eu, manifestement, des contacts avec le judaïsme ».
L’Église de Colosses croissait normalement (Col 1.6) et demeurait ferme dans la foi (Col 2.5-7). Mais elle était aussi menacée par différents dangers : celui de retomber dans l’immoralité du paganisme (Col 3.5-11) et de se laisser séduire par l’hérésie (Col 2.8-23). Daniel Furter explique :
Quelques années avaient suffi pour la croissance numérique et spirituelle de la communauté : les développements théologiques et éthiques que contient la lettre impliquent une maturité certaine chez les croyants de Colosses. Cela ne les empêchait pas de courir de grands dangers contre lesquels l’apôtre Paul veut les mettre en garde en leur écrivant.
L’Église de Colosses, cependant, devait disparaître complètement de l’histoire chrétienne après la lettre de l’apôtre, alors que Laodicée et Hiérapolis ont été appelés à jouer un rôle important au cours des premiers siècles. À titre d’exemple : la série de lettres aux Églises d’Asie, dans l’Apocalypse, ne comporte pas de message à l’adresse de la communauté de Colosses, alors que Laodicée et Hiérapolis y figurent toutes deux.

## Résumé

### Actions de grâce et adresse aux chrétiens de Colosses (1)
Paul adresse ses salutations, ses actions de grâce (1,1-5) et une prière (1,6-11) à l'église de Colosses. Il professe ensuite sa foi en Jésus-Christ (1,12-20) avant de leur rappeler leur conversion (1,21-23) et sa mission (1,24-29).

### Encouragements et mise en garde (2)
Après les avoir encouragé à rester ferme dans leur foi (2,1-7), Paul les met en garde contre ceux qui veulent les en détourner (2,8). Il leur en rappelle certains fondements (2,9-17) pour leur démontrer que l'application de préceptes religieux n'est d'aucun mérite lorsque l'on a la foi (2,18-23).

### Instructions et conseils (3)
Paul leur transmet ensuite des instructions relatives aux désirs de la chair et aux passions (3,1-8), au mensonge (3,9-10), à l'unité entre chrétiens (3,11), aux fruits de l'Esprit (3,12), au pardon et à l'amour réciproques (3,13-15), à la formation et à la prière (3,16-17). Il termine par des conseils domestiques relatifs aux relations familiales (3,18-4,1).

### Salutations finales (4)
Après avoir invoqué leurs prières et les encourageant à la sagesse (4,2-6), il précise que Tychique et Onésime leur sont envoyés comme messagers (4,7-9).
Il termine cette lettre en leur transmettant ses salutations et celles de ses proches (4,10-18).